# Piotr Bajda
Piotr Artur Bajda (ur. 1970) – polski politolog, specjalizujący się w systemach politycznych Czech i Słowacji.

## Życiorys
W 1989 roku ukończył III Liceum Ogólnokształcące im. gen. Józefa Sowińskiego w Warszawie. W 1994 ukończył studia w zakresie politologii i nauk społecznych na Akademii Teologii Katolickiej. W 2010 w Instytucie Studiów Politycznych Polskiej Akademii Nauk uzyskał stopień doktora na podstawie napisanej pod kierunkiem Jana Kofmana pracy pt. Elita rządząca na Słowacji w latach 1989–2009. Mechanizmy kształtowania i funkcjonowania w systemie demokratycznym. W 2019 uzyskał na Uniwersytecie Kardynała Stefana Wyszyńskiego stopień doktora habilitowanego nauk społecznych, dyscyplina nauki o polityce i administracji, specjalność stosunki międzynarodowe, przedstawiwszy dzieło Małe państwo europejskie na arenie międzynarodowej. Polityka zagraniczna Republiki Słowackiej w latach 1993–2016.
Zawodowo związany z: Fundacją im. Stefana Batorego i Helsińską Fundacją Praw Człowieka (1994–1999), Ośrodkiem Studiów Wschodnich (2005–2009), Zakładem Europy Środkowo-Wschodniej Instytutem Studiów Politycznych PAN (2006–2013) oraz Instytutem Politologii na Wydziale Nauk Historycznych i Społecznych Uniwersytetu Kardynała Stefana Wyszyńskiego w Warszawie (od 2007). W latach 2000–2004 pełnił funkcję wicedyrektora Instytutu Polskiego w Bratysławie, a w latach 2013–2016 był przedstawicielem Międzynarodowego Funduszu Wyszehradzkiego na Polskę. W 1999 zakładał warszawskie biuro Polsko-Amerykańsko-Ukraińskiej Inicjatywy Współpracy (PAUCI).

## Publikacje
- Słowacja w pięć lat po rozpadzie Czecho-Słowacji, Warszawa 1999 (red.).
- Elity polityczne na Słowacji w latach 1989–2010. Kręta droga do nowoczesnego państwa, Warszawa 2010.
- Małe państwo europejskie na arenie międzynarodowej : polityka zagraniczna Republiki Słowackiej w latach 1993–2016, Warszawa 2018.